# Vítonice
Vítonice (deutsch Witonitz, früher Wittonitz) ist eine Gemeinde in Tschechien. Sie liegt fünf Kilometer nördlich von Bystřice pod Hostýnem und gehört zum Okres Kroměříž.

## Geographie
Vítonice befindet sich südlich des Maleníkwaldes in der Podbeskydská pahorkatina (Vorbeskidenhügelland). Das Dorf erstreckt sich beiderseits des Flüsschens Moštěnka. Im Norden erhebt sich der Mezicestí (337 m), östlich die Dubecka (335 m), südlich die Křímy (333 m) und im Westen der Amerika (302 m).
Nachbarorte sind Horní Nětčice und Rakov im Norden, Býškovice und Všechovice im Nordosten, Horní Újezd im Osten, Osíčko, Příkazy und Libosváry im Südosten, Nový Dvůr und Mrlínek im Süden, Sovadina im Südwesten, Blazice und Žákovice im Westen sowie Žákovský Mlýn und Soběchleby im Nordwesten.

## Geschichte
Die erste schriftliche Erwähnung des Ortes erfolgte im Jahre 1141 in einem Güterverzeichnis des Olmützer Bischofs Heinrich Zdik. 1381 wurde Vitonicz in der Olmützer Landtafel als Besitz der Herren von Sternberg eingeschrieben. Zu den weiteren Besitzern des Gutes gehörten ab 1480 die Herren von Zerotein und ab 1490 Wilhelm von Pernstein und Helfenstein, der Vitonicz an die Herrschaft Helfenstein anschloss. Während des Dreißigjährigen Krieges plünderten 1642 die Schweden das Dorf und brannten es nieder.
Nach der Aufhebung der Patrimonialherrschaften bildete Wittonice / Wittonitz ab 1850 eine Gemeinde in der Bezirkshauptmannschaft Holleschau. Am 29. September 1869 vernichtete ein Großfeuer 104 Häuser. Ab 1872 führte die Gemeinde den Namen Vítonice und ab 1900 Vitonice. Der heutige Ortsname Vítonice ist seit 1924 amtlich. Nach der Aufhebung des Okres Holešov wurde die Gemeinde 1960 dem Okres Kroměříž zugeordnet. Am 1. Jänner 1986 wurde Vítonice nach Bystřice pod Hostýnem eingemeindet. Seit Beginn des Jahres 1992 ist Vítonice wieder eigenständig.

## Sehenswürdigkeiten
- Kirche der hl. Kyrill und Method, erbaut 1889
- Zelený kříž (Grünes Kreuz), Sandsteinkreuz aus dem Jahre 1793 am nordöstlichen Ortsausgang
- Statue der Jungfrau Maria mit dem Jesuskind
- Kapelle im Wäldchen Na Větřáku